# Холт, Вивиан
Вивиан Холт (англ. Vyvyan Holt; 25 января 1896, Лондон, Англия, Великобритания — 29 июля 1960, Норидж, Норфолк, Англия, Великобритания) — британский военный и государственный деятель, дипломат, капитан Британской армии.
Родился в 1896 году в Лондоне. Получив образование у частных учителей, поступил на службу в Британскую армию. После службы в Индии во время Первой мировой войны, был направлен на Ближний Восток, где в 1926 году стал секретарём восточных дел в британском посольстве в Багдаде. За дипломатическую работу и военную службу был удостоен нескольких государственных наград как Ирака, так и Великобритании. В 1933 году сопровождал иракского короля Фейсала I с визитом в Лондон, за что был награждён орденом Междуречья и Королевским Викторианским орденом. Также работал в Дипломатической службе, где дослужился до консула и удостоен ордена Святого Михаила и Святого Георгия, в 1944 году перешёл в Форин-офис, а затем был назначен советником восточных дел в британском посольстве в Тегеране.
В 1949 году стал послом Великобритании в Южной Корее, первым после установления между двумя государствами дипломатических отношений. Во время его работы в Южной Корее разразилась война, в ходе которой северокорейцы захватили Сеул. Холт и весь персонал британского посольства, а также несколько граждан других государств, были задержаны, арестованы, а затем этапированы в северокорейский лагерь для военнопленных на границе с Китаем. Несмотря на дипломатический иммунитет, посол претерпел все тяготы заключения, тяжело заболел и выжил, тогда как двое других заключённых не выдержали выпавших на их долю испытаний и скончались. Товарищем Холта по плену был Джордж Блейк, агент Секретной разведывательной службы, с которым он обсуждал политику, в частности марксизм. После трёх лет, проведённых в северокорейских лагерях, в 1953 году пленные были освобождены и вернулись в Великобританию при посредничестве СССР. Как оказалось, именно в лагере Блейк пришёл к сотрудничеству с советскими спецслужбами.
В 1953 году Холт стал послом Великобритании в Сальвадоре, и спустя три года ушёл с дипломатической службы. С отставкой был возведён в звание рыцаря-командора ордена Британской империи. Как на работе, так и в жизни отличался неординарным поведением, что давало окружающим людям без действительных оснований подозревать Холта в гомосексуальной ориентации. Скончался в 1960 году в Норидже в возрасте 64 лет.

## Биография

### Молодые годы и образование
Вивиан Холт родился 25 января 1896 года в Лондоне, в семье Терезы (урождённой Перкинс) и Артура Эрнеста Холта.
Получил образование у частных учителей, в том числе в Англии, Франции и Германии, а также учился в университете в Риге.

### Военная служба
22 апреля 1914 года Холт стал вторым лейтенантом 9-го батальона Миддлсексского полка. 29 октября 1914 года временно повышен в звании до лейтенанта, которое получил 28 апреля 1916 года. Во время Первой мировой войны служил в Индии, а именно в Индийском сигнальном и Северо-западном пограничном разведывательном корпусе. Был в Месопотамии. 28 июля 1917 года прикомандирован к корпусу Королевских инженеров. Дослужился до капитана.
В декабре 1919 года Холт присоединился к гражданской администрации Ирака в качестве помощника политического офицера в Сулеймании. Во время нахождения в курдских районах Ирака он изучил курдский язык и основал первую курдскую газету. В октябре 1922 года стал адъютантом, а в ноябре 1923 года назначен личным секретарём высшего комиссара в Ираке. До 1926 года находился на военной службе.

### Восток
В августе 1926 года был назначен на должность секретаря восточных дел в посольстве Великобритании в Багдаде, которую занимал до 1944 года. Его предшественником была Гертруда Белл, а преемником — Стюарт Пероун. Холт говорил на десяти языках, включая арабский, а на работе занимался, главным образом, культурными и образовательными вопросами. Также он был постоянным представителем Великобритании в Мандатной комиссии при Лиге Наций, и работал в консульской службе Леванта. Был награждён медалью с пряжкой за активную службу в Ираке в 1920 и 1932 годах, упомянут в донесениях за участие в операциях в Курдистане в 1927 и 1932 годах, а также медалью «За активную службу в Ираке».
Холт никогда не был женат. Будучи высоким и мужественным, в 1930 году во время службы в Багдаде он привлёк внимание Фрейи Старк. Фрейя надеялась на романтические отношения с Вивианом, пока он не отверг её признание в любви. В дипломатических кругах ходили слухи о гомосексуальности Холта, подобно Лоуренсу Аравийскому, которым однако не находилось никакого подтверждения, хотя, возможно, его дисциплинированность и самоконтроль распространялись в том числе и на сексуальную жизнь. Тем не менее, Старк и Холт продолжали переписываться до самой его смерти. Сама Фрейя всю жизнь провела в романтических приключениях, посвятив себя тем людям, которые могли, но не хотели, или вовсе не могли полюбить её.
4 января 1933 года Холт был назначен первым секретарём Дипломатической службы. В 1933 году в качестве атташе сопровождал короля Ирака Фейсала I во время его визита в Лондон, за что удостоился ордена Междуречья 3-го класса. 22 июня 1933 года Холт был награждён Королевским Викторианским орденом 4-го класса.
1 августа 1938 года стал консулом Дипломатической службы. 8 июня 1939 года Холт был возведён в звание компаньона ордена Святого Михаила и Святого Георгия за службу в качестве секретаря восточных дел. В официальном пресс-релизе посольства, опубликованном после отъезда Холта из Ирака в 1944 году, отмечалось, что «человек большой универсальности во всём при застенчивом темпераменте — капитан Холт, среди прочего, умелый всадник и игрок в поло, почитающий Бернарда Шоу и Ибсена». В дипломатической среде ценили Холта за отданные службе многие года своей жизни, считая при этом, что за это время эффективность его работы заметно снизилась.
27 октября 1944 года перешёл на работу в Форин-офис, а в апреле-июне 1945 года был членом делегации на конференции Объединённых наций в Сан-Франциско. 17 декабря 1945 года стал офицером 6-го класса Дипломатической службы, и назначен советником восточных дел в посольстве в Тегеране.

### Корея
17 марта 1949 года Холт был назначен генеральным консулом в Республике Корея, а 19 мая 1949 года — чрезвычайным посланником и полномочным министром в Сеуле. Он стал первым британским послом в Корее с момента разрыва дипломатических отношений в 1906 году после заключения японо-корейского договора и установления протектората Японии над Кореей. При этом, сам Холт совершенным образом ничего не знал о Восточной Азии.
Это был человек большого обаяния, но, как отмечали все, с кем он общался, достаточно чудаковатый. Высокий и болезненно худой, он прожил много лет на Ближнем Востоке, особенно любил свежий воздух, что и придало его морщинистой коже коричневый оттенок. Это и почти лысый череп в сочетании с острыми птичьими чертами лица придавали ему разительное сходство с Махатмой Ганди, особенно когда Холт надевал очки, без которых не мог читать. Как и Ганди, он был аскетом и из всей еды предпочитал варёные овощи, фрукты и творог. […] Как многие дипломаты, он испытывал предубеждение к разведке и разведчикам, укрепившись в этом чувстве за долгие годы службы на Ближнем Востоке в качестве эксперта по арабским проблемам. Но, будучи холостяком и живя один в большом доме, он часто испытывал чувство одиночества…
Под началом Холта и дипломатическим прикрытием в Сеуле работал Джордж Блейк, агент Секретной разведывательной службы. Согласно историку Джеймсу Хоару, Блейк «нашёл своего босса, капитана Вивиана Холта […] человеком большого обаяния, но также и несколько эксцентричным и аскетичным, предпочитающим отварные овощи, фрукты и творог вместо того, что он с презрением охарактеризовал как „горячие блюда“. [...] Не менее эксцентричной, возможно, была вечеринка по случаю дня рождения короля в июне 1950 года, во время которой, несмотря на проливной дождь, Холт настойчиво держался на лужайке, приветствуя своих гостей в резиновых сапогах и под зонтиком, ввиду чего люди могли заболеть, не воспользовавшись его мебелью». По воспоминаниям Блейка, ни у него, ни у Холта не было инструкций по выезду из страны в случае начала войны, а чиновники ООН и США заверяли их, что не стоит беспокоиться о передвижениях войск по обеим сторонам границы между двумя Кореями. Так, в беседе с американским послом Джоном Муччио, Холт сошёлся с ним во мнении о том, что в случае нападения северокорейцев южнокорейский режим не сможет долго удержаться у власти и британцам нужно эвакуироваться из Сеула, а в донесениях домой писал, что у президента Ли Сын Мана назревает конфликт с парламентом, а в экономике страны ощущаются проблемы. В воскресенье 25 июня 1950 года с атаки северокорейцев началась корейская война. Холт решил остаться на своём посту, поручив Блейку как вице-консулу известить сообщество британских граждан в Сеуле о начале войны и с рекомендацией им поскорее выехать из страны, тогда как правительство Великобритании осудило нападение Севера на Юг, поддержав военную операцию ООН в Корее.
К середине недели северокорейские силы захватили Сеул, вынудив Холта спустить британский флаг со здания посольства для того, чтобы оно не стало целью для военной авиации. В воскресенье 2 июля к зданию подъехали три джипа с северокорейскими офицерами, которые задержали всех находивших в посольстве, отобрали паспорта и доставили в полицейский участок. Взятые в плен дипломаты надеялись на дипломатический иммунитет, однако все они были вскоре были принуждены к маршу смерти: из Сеула в Пхеньян, а затем в район Ялу — в лагерь близ Манпхо, на маньчжурской границе. Во время этого испытания погибли двое британцев. Сам же Холт тяжело заболел и был готов к смерти, но Блейк выходил его, и между ними сложились доверительные отношения, как у отца с сыном. Вопрос об исчезновении посла Холта рассматривался в парламенте Великобритании, однако о его точном местонахождении долгое время было ничего неизвестно, несмотря на посредничество заместителя министра иностранных дел СССР Андрея Громыко.
Проведя три года в северокорейских лагерях, в апреле 1953 года незадолго до заключения перемирия Холт был выпущен на свободу вместе с шестью другими пленниками. Во время пребывания в плену Холт, по словам одного историка, «подвергся суровому обращению, во время которого о нём ничего не слышали, пока Форин-офис в конечном счёте не воспользовался доброй помощью русских для его возвращения на родину». Один из товарищей Холта по плену, монсеньор Томас Куинлан, апостольский префект в Чхунчхоне, отмечал «мужество, героизм и доброту капитана Вивиана Холта, британского министра в Сеуле. Во время нахождения в плену он снова и снова боролся с корейцами касательно моего дела, заявляя, что я не только слуга Господа, но ирландский гражданин, а „Ирландия поднимет шум“, но корейцы не слушали». 22 марта 1953 года пленных освободили из камер, а 8 апреля перевезли через границу. Вылетев 20 апреля из Кореи с остановкой в московском Внуково, они приземлились на самолёте Hastings WJ.338 в берлинском Темпельхофе, а оттуда 21 апреля в сопровождении посла Олвери Гаскойна прибыли на родину в Великобританию — на авиабазу в Абингдоне (Оксфордшир).
Как впоследствии отмечал депутат Палаты общин Уильям Гамильтон во время слушаний в британском парламенте, «это был первый случай, когда наши военнопленные были подвергнуты промывке мозгов, политической обработке, и психическому и физическому насилию, которые в настоящее время являются известными признаками тоталитарных и коммунистических режимов во всём мире». Как выяснилось позднее, Блейк оказался советским шпионом, и впоследствии сбежал из тюрьмы в Советский Союз. Именно в северокорейском плену он пришёл к коммунистическим воззрениям, проштудировав книги с работами Маркса и Энгельса, которые заключённым прислало советское посольство в Пхеньяне; Холту, потерявшему очки, Блейк лично читал «Капитал». В то время Холт и Блейк обсуждали в основном политику, при том, что первый был марксистом и уверял второго в исторической неизбежности его распространения по всему миру. Там же, в лагере, Блейк и пошёл на сотрудничество с КГБ, передав советской разведке первые данные.

### Последующая жизнь
После захвата Холта в плен, 13 июля 1950 года временным поверенным в Корее стал Генри Соубридж, а затем Алек Адамс. 26 сентября 1952 года Уолтер Грэхэм назначен чрезвычайным посланником и полномочным министром в Корее, а 5 октября — генеральным консулом в Республике Корея. 21 декабря 1954 года новым министром в Корее стал Эндрю Стюарт. 23 декабря 1953 года Холт был назначен на должность чрезвычайного посланника и полномочного министра в Сан-Сальвадоре, а 16 января 1954 года — генерального консула в Республике Эль-Сальвадор, вместо Ральфа Смита. 18 июля 1956 года Холта сменил Фредерик Эверсон, а сам он вышел в отставку.
31 мая 1956 года Холт был возведён в звание рыцаря-командора ордена Британской империи с правом на приставку «сэр» к имени.
Вивиан Холт скончался 29 июля 1960 года в Норидже в возрасте 64 лет. В газете «The Times» от 30 июля был помещён некролог. Похоронен в церкви Святой Марии в Рогаме, Норфолк. Бумаги Холта хранятся в Миддл-Ист-центре Колледжа Святого Антония при Оксфордском университете.

## В культуре
- В 2011 году роль Вивиана Холта в фильме «Выбор агента Блейка» исполнил Сергей Жолобов[76].